# CCC Tour-Grody Piastowskie
Le CCC Tour-Grody Piastowskie, nommé auparavant Szlakiem Grodów Piastowskich, est une course cycliste polonaise disputée dans la voïvodie de Basse-Silésie. Créée en 1966, elle fait partie de l'UCI Europe Tour depuis 2005, d'abord en catégorie 2.2, puis 2.1 depuis 2007.
L'édition 2020 est annulée en raison de la pandémie de coronavirus,,.

## Palmarès
| Année | Vainqueur               | Deuxième           | Troisième             |
| ----- | ----------------------- | ------------------ | --------------------- |
| 1966  | Henryk Kowalski         |                    |                       |
| 1967  | Rajmund Zieliński       |                    |                       |
| 1968  | Ryszard Gac             |                    |                       |
| 1969  | Yuri Dmitriyev          |                    |                       |
| 1970  | Ringolds Kalnenieks     |                    |                       |
| 1971  | Stanislaw Gazda         |                    |                       |
| 1972  | Mieczyslaw Szurko       |                    |                       |
| 1973  | Tadeusz Prasek          |                    |                       |
| 1974  | Wieslaw Kornacki        |                    |                       |
| 1975  | Edward Barcik           |                    |                       |
| 1976  | Stanislaw Mikolajczuk   |                    |                       |
| 1977  | Stanislaw Szozda        |                    |                       |
| 1978  | Ryszard Szurkowski      |                    |                       |
| 1979  | Slawomir Podwojniak     |                    |                       |
| 1980  | Stanislaw Nieumierzycki |                    |                       |
| 1981  | Ryszard Szurkowski      |                    |                       |
| 1982  | Jerzy Jagiela           |                    |                       |
| 1983  | Tadeusz Mytnik          |                    |                       |
| 1984  | Zdzislaw Wrona          |                    |                       |
| 1985  | Mieczysław Karłowicz    |                    |                       |
| 1986  | Zdzislaw Wrona          |                    |                       |
| 1987  | Zdzislaw Wrona          |                    |                       |
| 1988  | Jacek Bodyk             |                    |                       |
| 1989  | Zbigniew Rudyk          |                    |                       |
| 1990  | Czeslaw Rajch           |                    |                       |
| 1991  | Jozef Moczydlowski      |                    |                       |
| 1992  | Artur Krzeszowiec       |                    |                       |
| 1993  | Czeslaw Rajch           |                    |                       |
| 1994  | Pawel Niedzwiecki       |                    |                       |
| 1995  | Grzegorz Piwowarski     |                    |                       |
| 1996  | Slawomir Chrzanowski    |                    |                       |
| 1997  | Piotr Zaradny           | Artur Krzeszowiec  | Krzysztof Szafranski  |
| 1998  | Andrzej Sypytkowski     | Piotr Zaradny      | Dariusz Wojciechowski |
| 1999  | Piotr Wadecki           | Ondrej Slobodnik   | Bernard Bocian        |
| 2000  | Piotr Wadecki           | Piotr Przydzial    | Tomasz Lisowicz       |
| 2001  | Eugen Wacker            | Ondřej Sosenka     | Remigius Lupeikis     |
| 2002  | Krzysztof Szafranski    | Remigius Lupeikis  | Zbigniew Piatek       |
| 2003  | Artur Krasinski         | Wojciech Pawlak    | Branko Filip          |
| 2004  | Piotr Przydzial         | Dawid Krupa        | Tomasz Kiendys        |
| 2005  | Zbigniew Piątek         | Radosław Romanik   | Piotr Przydział       |
| 2006  | Tomasz Kiendyś          | Marcin Sapa        | Wojciech Pawlak       |
| 2007  | Tomasz Kiendyś          | Mitja Mahorič      | Bartosz Huzarski      |
| 2008  | Bartosz Huzarski        | Tomasz Kiendyś     | Mitja Mahorič         |
| 2009  | Mariusz Witecki         | Volodymyr Starchyk | Daniele Callegarin    |
| 2010  | Marek Rutkiewicz        | Bartosz Huzarski   | Tomasz Marczyński     |
| 2011  | Robert Vrečer           | Marek Rutkiewicz   | Łukasz Bodnar         |
| 2012  | Marek Rutkiewicz        | Stefan Schumacher  | Mateusz Taciak        |
| 2013  | Jan Bárta               | Davide Rebellin    | Mateusz Taciak        |
| 2014  | Mateusz Taciak          | Marek Rutkiewicz   | Silvio Herklotz       |
| 2015  | Paweł Bernas            | Mateusz Taciak     | Jiří Polnický         |
| 2016  | Oleksandr Polivoda      | Michele Gazzara    | Jiri Polnicky         |
| 2017  | Marek Rutkiewicz        | Leszek Pluciński   | Emanuel Piaskowy      |
| 2018  | Łukasz Owsian           | Josef Černý        | Jan Tratnik           |
| 2019  | Kamil Małecki           | Maciej Paterski    | Jannik Steimle        |
| 2020  | annulé                  | annulé             | annulé                |
| 2021  | Maciej Paterski         | Immanuel Stark     | Szymon Rekita         |